# Neukirchen (Steinbergkirche)
Neukirchen (ⓘ, dänisch: Nykirke) ist ein Ortsteil der Gemeinde Steinbergkirche.

## Lage
Neukirchen liegt an der Flensburger Außenförde. Am östlichen Rand von Neukirchen beginnt die Halbinsel Habernis. Südwestlich von Neukirchen liegen Friedrichstal, Kalleby und Nübel. Südlich von Neukirchen liegt des Weiteren Philipsthal. Durch das gesamte Streudorf Neukirchen führt die gleichnamige Straße Neukirchen. Zu Neukirchen gehört auch der Bereich „Nieby“ (Lage). Besagtes Nieby ist nicht mit der zwölf Kilometer entfernten Gemeinde Nieby zu verwechseln.

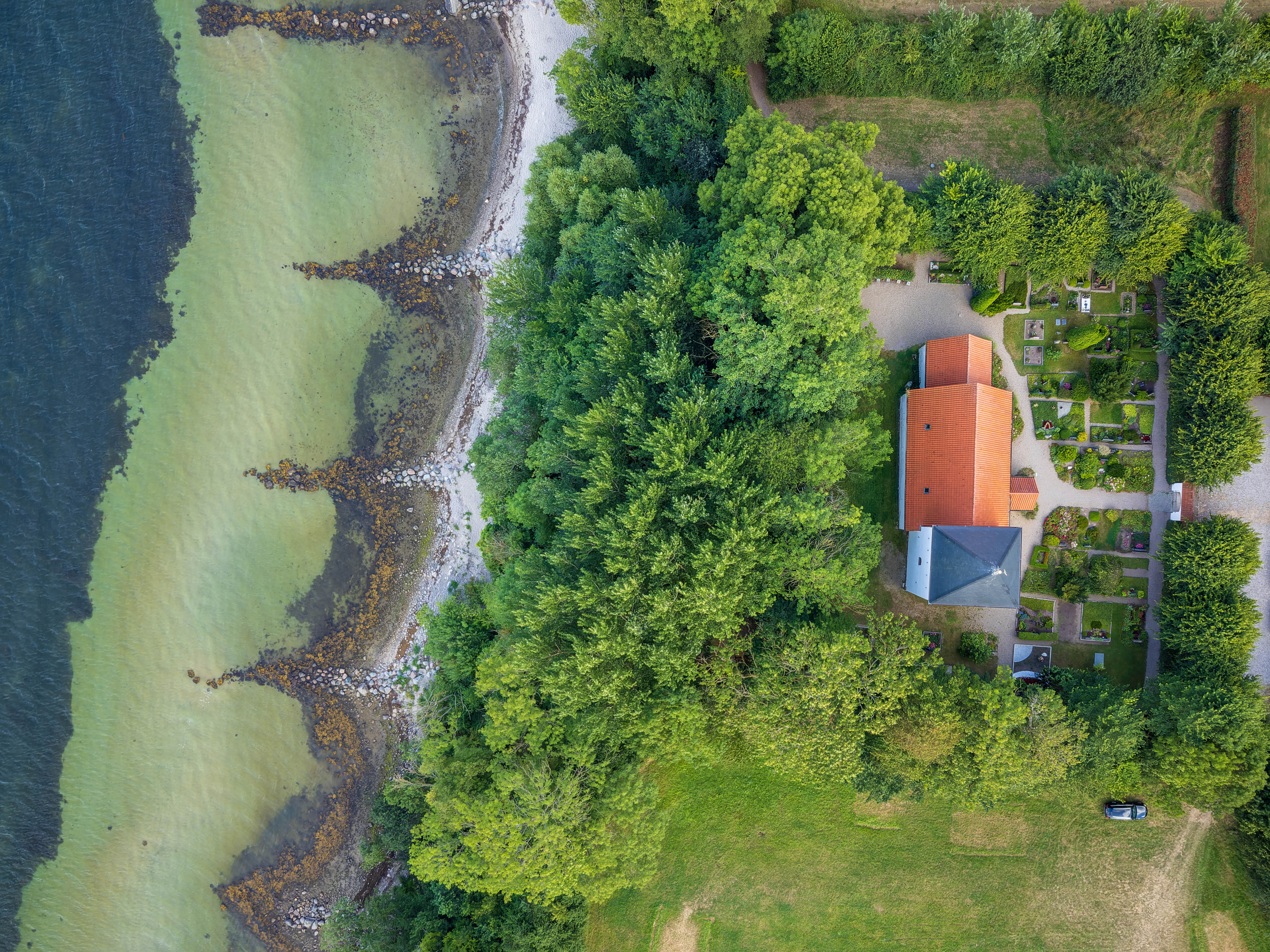
Die Kirche Neukirchen liegt nur wenige Meter von der Ostseesteilküste entfernt.

## Geschichte
Im Jahr 1618 kaufte Herzog Hans der Jüngere von Glücksburg, der dritte Sohn von König Christian III. von Dänemark und Herzog des abgeteilten Herzogtums von Schleswig-Holstein-Sonderburg, das ungefähr vier Kilometer entfernte adlige Gut Nübel (Lage). Herzog Hans erwarb mit dem Gut Nübel zugleich auch ein zugehöriges Gebiet, das als „Wildnis am Strande“ beschrieben wurde. Dort, am Eingang zur Außenförde, wollte er als Konkurrenz zu Flensburg einen Hafen und Handelsplatz errichten lassen. Auch auf der anderen Fördeseite besaß der Herzog Besitzungen, die bei diesem Vorhaben vermutlich nützlich gewesen wären. Ein ganzes Stück nördlich von Nübel, direkt an der Ostsee, siedelte der Herzog daher Arbeitskräfte an, welche den Hafen bauen sollten. Aus dieser Siedlung entstand Neukirchen. Der Siedlungsbereich dieses „Neuen Dorfes“ (das „Nieby“) bestand damals offenbar aus 32 Häusern. Aber schon vier Jahre später verstarb der Herzog. Seine Erben verfolgten seine Pläne nicht weiter, so dass die Siedlung nicht zur Stadt heranwuchs und auch kein Hafen entstand. Auf Grund fehlender Erwerbsmöglichkeiten wurden sogar zwölf der Häuser wieder abgerissen und die Bewohner nach Glücksburg umgesiedelt.
Der Name „Nieby“ konnte sich für das gesamte Dorf jedoch nicht durchsetzen. Mit dem Bau der Kirche war 1621 begonnen worden. Ein Jahr später wurde die Kirche, die oberhalb der Steilküste errichtet und schlicht als „Neue Kirche“ bezeichnet wurde, geweiht. Der Name der Kirche ging in der Zeit danach auf das Kirchspiel und den heutigen Ortsteil über. Auf der Karte des Kartografen Franz Geerz, auf welcher die Landschaft und der Küstenverlauf an der Förde schon recht detailliert dargestellt war, wurde Neukirchen namentlich genannt. Auf einer Karte der Preußischen Landesaufnahme war Neukirchen detailliert als Streusiedlung erkennbar.
Zum Ende des Zweiten Weltkrieges befand sich im 17 Kilometer entfernten Flensburger Vorort Mürwik der sogenannte Sonderbereich Mürwik mit der letzten Reichsregierung unter Karl Dönitz. Nach der Teilkapitulation der Wehrmacht für Nordwestdeutschland, Dänemark und die Niederlande am 4. Mai 1945 wurden im Raum Flensburg gemäß dem eigentlich von Dönitz zurückgenommenen Regenbogen-Befehl über 70 U-Boote im Flensburger Raum versenkt. Die meisten wurden unweit von Neukirchen im Bereich der Geltinger Bucht versenkt. Am 6. Mai wurde der Kapitänleutnant Asmus Jepsen als Fahnenflüchtiger auf dem Schießplatz Twedter Feld bei Mürwik hingerichtet. Asmus Jepsen lebte zuletzt mit seiner Familie in Neukirchen. 2011 wurde auf dem Ehrenfriedhof von Neukirchen ein Gedenkstein an Asmus Jepsen aufgestellt.
2013 hatten 120 Menschen in Neukirchen ihren Erstwohnsitz. Sie wohnten in 41 Wohngebäuden. Weitere 32 Wohngebäude Neukirchens dienten als Wochenendhäuser oder wurden als Feriengäste vermietet.